# 일본겨울잠쥐
일본겨울잠쥐(Glis japonicus)는 겨울잠쥐류의 일종이다. 일본겨울잠쥐속의 유일종으로 일본에서 발견된다. 자연서식지는 온대 지역 숲이다. 일본어로는 "야마네"(ヤマネ, 山鼠)로 불린다. 겨울잠쥐류 중에서, 나무 위로 아주 빠른 속도로 오르거나 나뭇가지에 매달리는 특별한 능력을 갖고 있다. 주식은 곤충이나 나무 열매, 꽃꿀 또는 꽃가루 등이다.

## 대중 문화
일본 만화 행복장의 오코죠상(한국명: 행복한 세상의 족제비)에 쵸로리(한국명: 쪼롱이)라는 이름으로 등장한다.